# رامون إي. لوبيز
رامون إي. لوبيز (بالإنجليزية: Ramón E. López)‏ هو مؤلف أمريكي، ولد في 1959 في إلينوي في الولايات المتحدة.